# 寧波商會大廈
寧波商會大廈是中國浙江省寧波市的一座摩天大樓。大廈位於寧波南部商務區，由寧波市工商聯(商會)牽頭建設。大廈由中基集團投資並承建。2011年1月11日舉行落成儀式。大廈高度为228米，地面共49層，地下2層。

## 概況
寧波商會大廈（國貿中心）总投资人民幣六亿元，整体项目由一幢主楼，一幢附楼及一幢沿水街商业用房组成，总占地1.08万平方米。整个项目为国际5A甲级写字楼，行政商务楼，国际会议中心，金融中心，顶级餐饮等功能于一体的城市商务综合体，总建筑面积11万平方米。
其中主楼为宁波市已建成的第一高楼，高度228米，49层；附楼20层，定位为高端酒店式商务楼；沿水街商业用房7层，定位为顶级餐饮。